# (1877) Marsden
(1877) Marsden ist ein Asteroid jenseits des äußeren Hauptgürtels. Am 24. März 1971 entdeckten ihn Cornelis Johannes van Houten und Ingrid van Houten-Groeneveld an der Universität Leiden auf Aufnahmen eines 1,22-m-Schmidt-Teleskops, die von Tom Gehrels am Palomar-Observatorium in Kalifornien im Rahmen einer Untersuchung lichtschwacher Trojaner gemacht worden waren. Nachträglich konnte der Asteroid bereits auf Aufnahmen nachgewiesen werden, die am 5. Oktober 1950 an der Landessternwarte Heidelberg-Königstuhl und etwa eine Woche danach am Goethe-Link-Observatorium in Indiana sowie 1953 und 1955 ebenfalls am Palomar-Observatorium gemacht worden waren.
Der Asteroid wurde nach dem US-amerikanischen Astronomen Brian Marsden vom Smithsonian Astrophysical Observatory in Massachusetts benannt, in Anerkennung seiner zahlreichen Beiträge auf dem Gebiet der Bahnberechnung von Kometen und Asteroiden, seiner Überarbeitung des Catalogue of Cometary Orbits und seiner Aktivitäten in der IAU. Die Benennung erfolgte auf Vorschlag seiner Kollegen Elizabeth Roemer, Frank K. Edmondson, Tom Gehrels und Paul Herget.
(1877) Marsden wird zwar zu den Hauptgürtelasteroiden gezählt, bewegt sich aber weit außerhalb der Hecuba-Lücke und ist ein Mitglied der Hilda-Gruppe. Diese bewegt sich in einer 3:2-Bahnresonanz mit dem Planeten Jupiter um die Sonne. Obwohl der gegenseitige Bahnabstand (Minimum orbit intersection distance, MOID) von Jupiter und (1877) Marsden mit einer Periodizität von etwa 2500 Jahren zwischen etwa 0,4 und 1,2 AE schwankte, sind sich die beiden Himmelskörper durch die Bahnresonanz in den vergangenen 10.000 Jahren nie näher gekommen als bis auf etwa 1,99 AE (298 Mio. km).

## Wissenschaftliche Auswertung
Eine Auswertung von Beobachtungen durch das Projekt NEOWISE im nahen Infrarot führte 2012 zu vorläufigen Werten für den Durchmesser und die Albedo im sichtbaren Bereich von 35,6 km bzw. 0,07.
Photometrische Messungen des Asteroiden erfolgten vom 9. bis 11. März 1995 am La-Silla-Observatorium in Chile. Aus der gemessenen Lichtkurve, die allerdings etwas lückenhaft war, konnte eine Rotationsperiode von 14,4 ± 0,2 h bestimmt werden. (1877) Marsden wurde dann auch vom 17. April bis 4. Mai 2018 am Center for Solar System Studies (CS3) in Kalifornien photometrisch beobachtet. Aus der gemessenen Lichtkurve konnte hier eine Rotationsperiode von 13,18 h abgeleitet werden, die durch hohe Datendichte korrekt erschien.
Mit dem Weltraumteleskop Transiting Exoplanet Survey Satellite (TESS) konnten während dessen Durchmusterung des Südhimmels 2018 bis 2019 auch Objekte des Sonnensystems beobachtet werden. Dabei wurden auch die Lichtkurven von fast 10.000 Asteroiden aufgezeichnet. Für (1877) Marsden wurde aus Messungen etwa vom 26. Mai bis 18. Juni 2019 eine Rotationsperiode von 14,4319 h bestimmt. In der Folge wurden auch am Center for Solar System Studies (CS3) in Kalifornien vom 25. bis 29. November 2021 erneut photometrische Messungen durchgeführt. Dieses Mal konnte eine Rotationsperiode von 14,41 h bestimmt werden. Ein Versuch, die Daten von 2018 in eine Periode von etwa 14,4 h einzupassen war ebenso erfolglos wie ein Versuch, die Daten von 2021 in eine Periode von etwa 13,18 h einzupassen.